# Ucrânia nos Jogos Olímpicos de Verão de 2020
A Ucrânia participou dos Jogos Olímpicos de Verão de 2020 em Tóquio. Originalmente programados para ocorrerem de 24 de julho a 9 de agosto de 2020, os Jogos foram adiados para 23 de julho a 8 de agosto de 2021, por causa da pandemia de COVID-19. Foi a sétima participação consecutiva da nação na era pós-soviética, com sua menor delegação da história.

## Competidores
Abaixo está a lista do número de competidores nos Jogos.
| Esporte            | Masculino | Feminino | Total |
| ------------------ | --------- | -------- | ----- |
| Atletismo          | 19        | 25       | 44    |
| Badminton          | 1         | 1        | 2     |
| Boxe               | 5         | 1        | 6     |
| Canoagem           | 2         | 9        | 11    |
| Caratê             | 1         | 2        | 3     |
| Ciclismo           | 1         | 4        | 5     |
| Esgrima            | 4         | 2        | 6     |
| Ginástica          | 6         | 8        | 14    |
| Halterofilismo     | 0         | 2        | 2     |
| Hipismo            | 1         | 1        | 2     |
| Judô               | 4         | 3        | 7     |
| Lutas              | 5         | 5        | 10    |
| Natação            | 7         | 2        | 9     |
| Natação artística  | —         | 8        | 8     |
| Pentatlo moderno   | 1         | 1        | 2     |
| Remo               | 2         | 0        | 2     |
| Saltos ornamentais | 3         | 4        | 7     |
| Tênis              | 0         | 5        | 5     |
| Tênis de mesa      | 1         | 2        | 3     |
| Tiro               | 4         | 2        | 6     |
| Tiro com arco      | 1         | 3        | 4     |
| Triatlo            | 0         | 1        | 1     |
| Total              | 66        | 89       | 155   |

## Atletismo
Os seguintes atletas ucranianos conquistaram marcas de qualificação, pela marca direta ou pelo ranking mundial, nos seguintes eventos de pista e campo (até o máximo de três atletas em cada evento):
- Nota– As posições para os eventos de pista são em relação à bateria do atleta
- Q = Qualificado para a próxima fase
- q = Qualificado para a próxima fase como o perdedor mais rápido ou, em eventos de campo, pela posição sem atingir o alvo para qualificação
- NR = Recorde nacional
- N/A = Fase não aplicável para o evento
- Bye = Atleta não precisou disputar aquela fase

Eventos de pista e estrada
Masculino
| Atleta                 | Evento                | Eliminatória | Eliminatória | Semifinal | Semifinal | Final     | Final   |
| Atleta                 | Evento                | Resultado    | Posição      | Resultado | Posição   | Resultado | Posição |
| ---------------------- | --------------------- | ------------ | ------------ | --------- | --------- | --------- | ------- |
| Serhiy Smelyk          | 200 m                 |              |              |           |           |           |         |
| Bohdan-Ivan Horodyskyy | Maratona              | —            | —            | —         | —         |           |         |
| Mykola Nyzhnyk         | Maratona              | —            | —            | —         | —         |           |         |
| Oleksandr Sitkovskyy   | Maratona              | —            | —            | —         | —         |           |         |
| Ivan Losev             | 20 km marcha atlética | —            | —            | —         | —         |           |         |
| Eduard Zabuzhenko      | 20 km marcha atlética | —            | —            | —         | —         |           |         |
| Ivan Banzeruk          | 50 km marcha atlética | —            | —            | —         | —         |           |         |
| Maryan Zakalnytskyy    | 50 km marcha atlética | —            | —            | —         | —         |           |         |
| Ihor Hlavan            | 50 km marcha atlética | —            | —            | —         | —         |           |         |

Feminino
| Atleta             | Evento                | Eliminatória | Eliminatória | Semifinal | Semifinal | Final     | Final   |
| Atleta             | Evento                | Resultado    | Posição      | Resultado | Posição   | Resultado | Posição |
| ------------------ | --------------------- | ------------ | ------------ | --------- | --------- | --------- | ------- |
| Tetyana Melnyk     | 800 m                 |              |              |           |           |           |         |
| Olha Lyakhova      | 800 m                 |              |              |           |           |           |         |
| Anna Ryzhykova     | 400 m com barreiras   |              |              |           |           |           |         |
| Viktoriya Tkachuk  | 400 m com barreiras   |              |              |           |           |           |         |
| Mariya Mykolenko   | 400 m com barreiras   |              |              |           |           |           |         |
| Nataliya Strebkova | 3000 m com obstáculos |              |              | —         | —         |           |         |
|                    | Revezamento 4x400 m   |              |              | —         | —         |           |         |
|                    | Maratona              | —            | —            | —         | —         |           |         |
|                    | Maratona              | —            | —            | —         | —         |           |         |
|                    | Maratona              | —            | —            | —         | —         |           |         |
|                    | 20 km marcha atlética | —            | —            | —         | —         |           |         |
|                    | 20 km marcha atlética | —            | —            | —         | —         |           |         |
|                    | 20 km marcha atlética | —            | —            | —         | —         |           |         |

Misto
| Atleta | Evento                    | Eliminatória | Eliminatória | Final | Final   |
| Atleta | Evento                    | Tempo        | Posição      | Tempo | Posição |
| ------ | ------------------------- | ------------ | ------------ | ----- | ------- |
|        | Revezamento 4x400 m misto |              |              |       |         |

Eventos de campo
Masculino
| Atleta            | Evento                | Qualificação | Qualificação | Final     | Final   |
| Atleta            | Evento                | Distância    | Posição      | Distância | Posição |
| ----------------- | --------------------- | ------------ | ------------ | --------- | ------- |
| Vladyslav Mazur   | Salto em distância    |              |              |           |         |
| Andriy Protsenko  | Salto em altura       |              |              |           |         |
| Ihor Musiyenko    | Arremesso de peso     |              |              |           |         |
| Mykyta Nesterenko | Lançamento de disco   |              |              |           |         |
|                   | Lançamento de martelo |              |              |           |         |
|                   |                       |              |              |           |         |
|                   |                       |              |              |           |         |

Feminino
| Atleta                | Evento                | Qualificação | Qualificação | Final     | Final   |
| Atleta                | Evento                | Distância    | Posição      | Distância | Posição |
| --------------------- | --------------------- | ------------ | ------------ | --------- | ------- |
| Maryna Bekh-Romanchuk | Salto em distância    |              |              |           |         |
| Olha Saladukha        | Salto triplo          |              |              |           |         |
| Iryna Herashchenko    | Salto em altura       |              |              |           |         |
| Yuliya Levchenko      | Salto em altura       |              |              |           |         |
| Yaroslava Mahuchikh   | Salto em altura       |              |              |           |         |
| Yana Hladiychuk       | Salto com vara        |              |              |           |         |
| Ol'ha Holodna         | Arremesso de peso     |              |              |           |         |
| Natalia Semenova      | Lançamento de disco   |              |              |           |         |
| Iryna Klymets         | Lançamento de martelo |              |              |           |         |
| Iryna Novozhylova     | Lançamento de martelo |              |              |           |         |

## Badminton
A Ucrânia inscreveu dois jogadores de badminton para os seguintes eventos do torneio olímpico após receber vagas de realocação da BWF.
| Atleta          | Evento            | Fase de Grupos       | Fase de Grupos       | Fase de Grupos | Eliminação           | Quartas              | Semifinal            | Final                |
| Atleta          | Evento            | Adversário resultado | Adversário resultado | Pos.           | Adversário resultado | Adversário resultado | Adversário resultado | Adversário resultado |
| --------------- | ----------------- | -------------------- | -------------------- | -------------- | -------------------- | -------------------- | -------------------- | -------------------- |
| Artem Pochtarov | Simples masculino | MAS Lee ( , )        | FRA Leverdez ( , )   |                |                      |                      |                      |                      |
| Marija Ulitina  | Simples feminino  | USA Zhang ( , )      | BRA Silva ( , )      |                |                      |                      |                      |                      |

## Boxe
A Ucrânia inscreveu quatro boxeadores para o torneio olímpico. O atleta olímpico da Rio 2016 e medalhista de prata dos Jogos Europeus de 2019 Mykola Butsenko conquistou uma vitória nas oitavas-de-final para garantir uma vaga na categoria pena masculino no Torneio Europeu de Qualificação Olímpica de 2020 em Londres, Reino Unido.
| Atleta              | Evento           | Fase de 32           | Oitavas de final     | Quartas de final     | Semifinais           | Final                | Final   |
| Atleta              | Evento           | Adversário Resultado | Adversário Resultado | Adversário Resultado | Adversário Resultado | Adversário Resultado | Posição |
| ------------------- | ---------------- | -------------------- | -------------------- | -------------------- | -------------------- | -------------------- | ------- |
| Mykola Butsenko     | -57 kg masculino |                      |                      |                      |                      |                      |         |
| Yaroslav Khartsyz   | -63 kg masculino |                      |                      |                      |                      |                      |         |
| Oleksandr Khyzhniak | -75 kg masculino |                      |                      |                      |                      |                      |         |
| Anna Lysenko        | -69 kg feminino  |                      |                      |                      |                      |                      |         |

## Canoagem

### Slalom
A Ucrânia qualificou uma canoísta para a classe K-1 após terminar entre as 18 melhores no Campeonato Mundial de Canoagem Slalom de 2019 em La Seu d'Urgell, Espanha.
| Atleta | Evento       | Fase Preliminar | Fase Preliminar | Fase Preliminar | Fase Preliminar | Fase Preliminar | Fase Preliminar | Semifinal | Semifinal | Final | Final   |
| Atleta | Evento       | Descida 1       | Posição         | Descida 2       | Posição         | Melhor          | Posição         | Tempo     | Posição   | Tempo | Posição |
| ------ | ------------ | --------------- | --------------- | --------------- | --------------- | --------------- | --------------- | --------- | --------- | ----- | ------- |
|        | K-1 feminino |                 |                 |                 |                 |                 |                 |           |           |       |         |

### Velocidade
Canoístas ucranianos qualificaram cinco barcos para as seguintes distâncias através do Campeonato Mundial de Canoagem de 2019 em Szeged, Hungria. Enquanto isso, um barco adicional foi conquistado pelo canoísta ucraniano no C-1 1000 m após vencer a medalha de ouro na Regata Europeia de Qualificação Olímpica de Canoagem de Velocidade de 2021 the 2021.
Masculino
| Atleta                       | Evento     | Eliminatórias | Eliminatórias | Quartas-de-final | Quartas-de-final | Semifinais | Semifinais | Final | Final   |
| Atleta                       | Evento     | Tempo         | Posição       | Tempo            | Posição          | Tempo      | Posição    | Tempo | Posição |
| ---------------------------- | ---------- | ------------- | ------------- | ---------------- | ---------------- | ---------- | ---------- | ----- | ------- |
| Pavlo Altukhov               | C-1 1000 m |               |               |                  |                  |            |            |       |         |
| Dmytro Ianchuk Yurii Vandiuk | C-2 1000 m |               |               |                  |                  |            |            |       |         |

Feminino
| Atleta                                                                  | Evento    | Eliminatórias | Eliminatórias | Quartas de final | Quartas de final | Semifinais | Semifinais | Final | Final   |
| Atleta                                                                  | Evento    | Tempo         | Posição       | Tempo            | Posição          | Tempo      | Posição    | Tempo | Posição |
| ----------------------------------------------------------------------- | --------- | ------------- | ------------- | ---------------- | ---------------- | ---------- | ---------- | ----- | ------- |
| Mariia Kichasova-Skoryk                                                 | K-1 200 m |               |               |                  |                  |            |            |       |         |
| Liudmyla Luzan Anastasiia Chetverikova                                  | C-2 500 m |               |               |                  |                  |            |            |       |         |
| Mariya Povkh Liudmyla Kuklinovska                                       | K-2 500 m |               |               |                  |                  |            |            |       |         |
| Anastasiia Todorova Inna Hryshchun Mariia Kichasova-Skoryk Mariya Povkh | K-4 500 m |               |               | —                | —                |            |            |       |         |

Legenda de Qualificação: FA = Qualificado à Final A (medalha); FB = Qualificado à final B (sem medalha)

## Caratê
A Ucrânia inscreveu três caratecas para o torneio olímpico inaugural. O campeão dos Jogos Europeus de 2019 Stanislav Horuna (75 kg masculino) e a medalhista de prata Anzhelika Terliuga (55 kg feminino) qualificaram diretamente para suas respectivas categorias do kumite após terminarem entre os quatro melhores caratecas do Ranking Olímpico Combinado da WKF.
Kumite
| Stanislav Horuna   | –75 kg masculino |  |  |  |  |  |  |
| Anzhelika Terliuga | –55 kg feminino  |  |  |  |  |  |  |
| Anita Serogina     | –61 kg feminino  |  |  |  |  |  |  |

## Ciclismo

### Estrada
A Ucrânia inscreveu um ciclista masculino e uma feminina para competir na corrida em estrada, em virtude de sua posição entre as 50 melhores nações (masculino) e entre as 100 melhores atletas individuais (feminino) no Ranking Mundial da UCI.
| Atleta | Evento                       | Tempo | Posição |
| ------ | ---------------------------- | ----- | ------- |
|        | Corrida em estrada masculina |       |         |
|        | Corrida em estrada feminina  |       |         |

### Pista
Após o término do Campeonato Mundial do Ciclismo de Pista de 2020, a Ucrânia inscreveu uma ciclista para competir na velocidade e no keirin feminino, baseado em sua posição individual no Ranking Olímpico da UCI.
Velocidade
| Atleta | Evento              | Qualificação            | Qualificação | Rodada 1                           | Repescagem 1                       | Rodada 2                           | Repescagem 2                       | Quartas-de-final                   | Semifinais                         | Final                              | Final   |
| Atleta | Evento              | Tempo Velocidade (km/h) | Posição      | Adversário Tempo Velocidade (km/h) | Adversário Tempo Velocidade (km/h) | Adversário Tempo Velocidade (km/h) | Adversário Tempo Velocidade (km/h) | Adversário Tempo Velocidade (km/h) | Adversário Tempo Velocidade (km/h) | Adversário Tempo Velocidade (km/h) | Posição |
| ------ | ------------------- | ----------------------- | ------------ | ---------------------------------- | ---------------------------------- | ---------------------------------- | ---------------------------------- | ---------------------------------- | ---------------------------------- | ---------------------------------- | ------- |
|        | Velocidade feminino |                         |              |                                    |                                    |                                    |                                    |                                    |                                    |                                    |         |

Keirin
| Atleta | Evento          | 1ª rodada | Repescagem | 2ª rodada | 3ª rodada | Final   |
| Atleta | Evento          | Posição   | Posição    | Posição   | Posição   | Posição |
| ------ | --------------- | --------- | ---------- | --------- | --------- | ------- |
|        | Keirin feminino |           |            |           |           |         |

### Mountain bike
A Ucrânia qualificou ciclistas para o mountain bike, baseado no Ranking Olímpico de Mountain Bike da UCI.
| Atleta | Evento                 | Tempo | Posição |
| ------ | ---------------------- | ----- | ------- |
|        | Cross-country feminino |       |         |

## Esgrima
Esgrimistas ucranianos enviaram uma equipe completa na espada masculina para os Jogos após terminarem entre as quatro melhores nações do Ranking Olímpico de Equipes da FIE. A caminho de sua quarta edição olímpica, a múltipla medalhista e quatro vezes campeã mundial Olha Kharlan conquistou uma vaga no sabre feminino como uma das duas melhores esgrimistas da Europa ainda buscando qualificação no Ranking Oficial Ajustado da FIE, enquanto aduas vezes olímpica Olena Kryvytska entrou na equipe ucraniana após vencer a final da espada feminina no Qualificatório Zonal Europeu em Madri, Espanha.
| Atleta                                                     | Evento                       | Fase de 64           | Fase de 32           | Oitavas de final     | Quartas de final     | Semifinais           | Final                | Final |
| Atleta                                                     | Evento                       | Adversário resultado | Adversário resultado | Adversário resultado | Adversário resultado | Adversário resultado | Adversário resultado | Pos.  |
| ---------------------------------------------------------- | ---------------------------- | -------------------- | -------------------- | -------------------- | -------------------- | -------------------- | -------------------- | ----- |
| Bohdan Nikishyn                                            | Espada individual masculino  |                      |                      |                      |                      |                      |                      |       |
| Ihor Reizlin                                               | Espada individual masculino  |                      |                      |                      |                      |                      |                      |       |
| Roman Svichkar                                             | Espada individual masculino  |                      |                      |                      |                      |                      |                      |       |
| Bohdan Nikishyn Ihor Reizlin Roman Svichkar Anatoliy Herey | Espada por equipes masculino | —                    | —                    |                      |                      |                      |                      |       |
| Olena Kryvytska                                            | Espada individual feminino   |                      |                      |                      |                      |                      |                      |       |
| Olha Kharlan                                               | Sabre individual feminino    |                      |                      |                      |                      |                      |                      |       |

## Ginástica

### Artística
A Ucrânia enviou uma equipe de cinco ginastas (quatro homens e uma mulher) para o torneio olímpico. A equipe masculina conquistou uma das nove vagas restantes na competição por equipes, enquanto Diana Varinska aceitou a vaga como a única ginasta ucraniana no individual geral e nos eventos de aparelhos durante o Campeonato Mundial de Ginástica Artística de 2019 em Stuttgart, Alemanha.
Masculino
Time
| Atleta          | Evento | Qualificação | Qualificação | Qualificação | Qualificação | Qualificação | Qualificação | Qualificação  | Qualificação  | Final    | Final    | Final    | Final    | Final    | Final    | Final         | Final         |
| Atleta          | Evento | Aparelho     | Aparelho     | Aparelho     | Aparelho     | Aparelho     | Aparelho     | Classificação | Classificação | Aparelho | Aparelho | Aparelho | Aparelho | Aparelho | Aparelho | Classificação | Classificação |
| Atleta          | Evento | So           | CA           | Ar           | SC           | BP           | BF           | Total         | Pos.          | So       | CA       | Ar       | SC       | BP       | BF       | Total         | Pos.          |
| --------------- | ------ | ------------ | ------------ | ------------ | ------------ | ------------ | ------------ | ------------- | ------------- | -------- | -------- | -------- | -------- | -------- | -------- | ------------- | ------------- |
| Illia Kovtun    | Equipe |              |              |              |              |              |              |               |               |          |          |          |          |          |          | —             | —             |
| Petro Pakhnyuk  | Equipe |              |              |              |              |              |              |               |               |          |          |          |          |          |          | —             | —             |
| Igor Radivilov  | Equipe |              |              |              |              |              |              |               |               |          |          |          |          |          |          | —             | —             |
| Yevhen Yudenkov | Equipe |              |              |              |              |              |              |               |               |          |          |          |          |          |          | —             | —             |
| Total           | Equipe |              |              |              |              |              |              |               |               |          |          |          |          |          |          |               |               |

Feminino
| Diana Varinska | Individual geral |  |  |  |  |  |  |  |  |  |  |  |  |

### Rítmica
A Ucrânia qualificou uma equipe de ginastas rítmicas para o individual geral e para os grupos após terminar entre as 16 melhores (individual) e as 5 melhores (grupos), respectivamente, no Campeonato Mundial de Ginástica Rítmica de 2019, em Baku, Azerbaijão.
| Atleta | Evento     | Qualificação | Qualificação | Qualificação | Qualificação | Qualificação | Qualificação | Final | Final | Final | Final | Final | Final   |
| Atleta | Evento     | Arco         | Bola         | Maças        | Fita         | Total        | Posição      | Arco  | Bola  | Maças | Fita  | Total | Posição |
| ------ | ---------- | ------------ | ------------ | ------------ | ------------ | ------------ | ------------ | ----- | ----- | ----- | ----- | ----- | ------- |
|        | Individual |              |              |              |              |              |              |       |       |       |       |       |         |
|        |            |              |              |              |              |              |              |       |       |       |       |       |         |

| Atleta | Evento  | Qualificação | Qualificação    | Qualificação | Qualificação | Final   | Final           | Final | Final |
| Atleta | Evento  | 5 bollas     | 3 fitas 2 arcos | Total        | Pos.         | 5 bolas | 3 fitas 2 arcos | Total | Pos.  |
| ------ | ------- | ------------ | --------------- | ------------ | ------------ | ------- | --------------- | ----- | ----- |
|        | Equipes |              |                 |              |              |         |                 |       |       |

## Halterofilismo
Halterofilistas ucranianos qualificaram para duas vagas nos Jogos, baseado no Ranking de Qualificação Olímpica de 11 de junho de 2021.
Feminino
| Atleta         | Evento | Arranque  | Arranque | Arremesso | Arremesso | Total | Posição |
| Atleta         | Evento | Resultado | Posição  | Resultado | Posição   | Total | Posição |
| -------------- | ------ | --------- | -------- | --------- | --------- | ----- | ------- |
| Kamila Konotop | -55 kg |           |          |           |           |       |         |
| Iryna Dekha    | -76 kg |           |          |           |           |       |         |

## Hipismo
A Ucrânia inscreveu dois ginetes para a competição olímpica após terminar entre os dois melhores, fora das equipes, do Ranking Olímpico individual da FEI para o Grupo C (Europa Central e Leste Europeu) no adestramento e nos saltos, respectivamente.

### Adestramento
| Inna Logutenkova | Fleraro | Adestramento individual |  |  |  |  |  |  |

Legenda de Qualificação: Q = Qualificado para a final; q = Qualificado para final como lucky loser

### Saltos
| Atleta           | Cavalo   | Evento            | Qualificação | Qualificação | Final       | Final   | Total       | Total   |
| Atleta           | Cavalo   | Evento            | Penalidades  | Posição      | Penalidades | Posição | Penalidades | Posição |
| ---------------- | -------- | ----------------- | ------------ | ------------ | ----------- | ------- | ----------- | ------- |
| Oleksandr Prodan | Casanova | Saltos individual |              |              |             |         |             |         |

## Judô
A Ucrânia inscreveu sete judocas (quatro homens e três mulheres) para o torneio olímpico baseado no Ranking Olímpico Individual da International Judo Federation.
Masculino
| Artem Lesiuk      | -60 kg  |  |  |  |  |  |  |  |
| Georgii Zantaraia | -66 kg  |  |  |  |  |  |  |  |
| Quedjau Nhabali   | -90 kg  |  |  |  |  |  |  |  |
| Yakiv Khammo      | +100 kg |  |  |  |  |  |  |  |

Feminino
| Daria Bilodid       | -48 kg |  |  |  |  |  |  |  |
| Anastasiya Turchyn  | -78 kg |  |  |  |  |  |  |  |
| Yelyzaveta Kalanina | +78 kg |  |  |  |  |  |  |  |

## Lutas
A Ucrânia qualificou dez lutadores para as seguintes categorias da competição olímpica. Cinco deles terminaram entre os seis melhores do Campeonato Mundial de 2019, na luta livre masculina (125 kg), na luta greco-romana (60 e 87 kg) e na luta livre feminina (50 e 68 kg), enquanto duas vagas adicionais foram concedidas a ucranianos que avançaram à final da na luta livre (57 e 62 kg) no Torneio Europeu de Qualificação Olímpica de 2021, em Budapeste, Hungria. Três lutadores ucranianos garantiram uma das vagas remanescentes nas categorias livre masculina 74 kg, livre feminina 76 kg, e greco-romana 67 kg, respectivamente, para completar a equipe da nação, durante o Torneio Mundial de Qualificação Olímpica de 2021 em Sófia, Bulgária.
Chave:
- VT (pontos de classificação: 5–0 ou 0–5) – Vitória por queda
- VB (pontos de classificação: 5–0 ou 0–5) – Vitória por lesão (VF por WO, VA por desistência ou desqualificação)
- PP (pontos de classificação: 3–1 ou 1–3) – Decisão por pontos – o perdedor com pontos técnicos.
- PO (pontos de classificação: 3–0 ou 0–3) – Decisão por pontos – o perdedor sem pontos técnicos.
- ST (pontos de classificação: 4–0 ou 0–4) – Grande superioridade – o perdedor sem pontos técnicos e uma margem de vitória de pelo menos 8 (Greco-Romana) ou 10 pontos (livre).
- SP (pontos de classificação: 4–1 ou 1–4) – Superioridade técnica – o perdedor com pontos técnicos e uma margem de vitória de pelo menos 8 (Greco-Romana) ou 10 pontos (livre).

Luta livre masculino
| Atleta                   | Evento  | Oitavas de final     | Quartas de final     | Semifinal            | Repescagem           | Final / BM           | Final / BM |
| Atleta                   | Evento  | Adversário Resultado | Adversário Resultado | Adversário Resultado | Adversário Resultado | Adversário Resultado | Posição    |
| ------------------------ | ------- | -------------------- | -------------------- | -------------------- | -------------------- | -------------------- | ---------- |
| Vasyl Mykhailov          | −74 kg  |                      |                      |                      |                      |                      |            |
| Oleksandr Khotsianivskyi | −125 kg |                      |                      |                      |                      |                      |            |

Greco-romana masculino
| Atleta         | Evento | Oitavas de final     | Quartas de final     | Semifinal            | Repescagem           | Final / BM           | Final / BM |
| Atleta         | Evento | Adversário Resultado | Adversário Resultado | Adversário Resultado | Adversário Resultado | Adversário Resultado | Posição    |
| -------------- | ------ | -------------------- | -------------------- | -------------------- | -------------------- | -------------------- | ---------- |
| Lenur Temirov  | −60 kg |                      |                      |                      |                      |                      |            |
| Parviz Nasibov | −67 kg |                      |                      |                      |                      |                      |            |
| Zhan Beleniuk  | −87 kg |                      |                      |                      |                      |                      |            |

Livre feminino
| Atleta           | Evento | Oitavas de final     | Quartas de final     | Semifinal            | Repescagem           | Final / BM           | Final / BM |
| Atleta           | Evento | Adversário Resultado | Adversário Resultado | Adversário Resultado | Adversário Resultado | Adversário Resultado | Posição    |
| ---------------- | ------ | -------------------- | -------------------- | -------------------- | -------------------- | -------------------- | ---------- |
| Oksana Livach    | −50 kg |                      |                      |                      |                      |                      |            |
| Tetyana Kit      | −57 kg |                      |                      |                      |                      |                      |            |
| Iryna Koliadenko | −62 kg |                      |                      |                      |                      |                      |            |
| Alla Cherkasova  | −68 kg |                      |                      |                      |                      |                      |            |
| Alla Belinska    | −76 kg |                      |                      |                      |                      |                      |            |

## Natação
Nadadores ucranianos conquistaram marcas de qualificação para os seguintes eventos (até o máximo de 2 nadadores em cada evento com o Tempo de Qualificação Olímpica (OQT) e potencialmente 1 com o Tempo de Seleção Olímpica (OST)):
Masculino
| Atleta             | Evento          | Eliminatória | Eliminatória | Semifinal | Semifinal | Final | Final   |
| Atleta             | Evento          | Tempo        | Posição      | Tempo     | Posição   | Tempo | Posição |
| ------------------ | --------------- | ------------ | ------------ | --------- | --------- | ----- | ------- |
| Vladyslav Bukhov   | 50 m livre      |              |              |           |           |       |         |
| Serhiy Frolov      | 800 m livre     |              |              | —         | —         |       |         |
| Serhiy Frolov      | 1500 m livre    |              |              | —         | —         |       |         |
| Denys Kesil        | 200 m borboleta |              |              |           |           |       |         |
| Mykyta Koptielov   | 200 m peito     |              |              |           |           |       |         |
| Mykhailo Romanchuk | 800 m livre     |              |              | —         | —         |       |         |
| Mykhailo Romanchuk | 1500 m livre    |              |              | —         | —         |       |         |
| Serhiy Shevtsov    | 100 m livre     |              |              |           |           |       |         |
| Ihor Troianovskyi  | 200 m borboleta |              |              |           |           |       |         |

Feminino
| Atleta              | Evento       | Eliminatória | Eliminatória | Semifinal | Semifinal | Final | Final   |
| Atleta              | Evento       | Tempo        | Posição      | Tempo     | Posição   | Tempo | Posição |
| ------------------- | ------------ | ------------ | ------------ | --------- | --------- | ----- | ------- |
| Daryna Zevina       | 200 m costas |              |              |           |           |       |         |
| Krystyna Panchishko | 10 km        | —            | —            | —         | —         |       |         |

## Natação artística
A Ucrânia enviou uma equipe de oito atletas para competir nos eventos de dueto e equipe após obter uma das duas vagas para equipes ainda não qualificadas na rotina livre das equipes do Campeonato Mundial de Esportes Aquáticos de 2019, em Gwangju, Coreia do Sul.
| Atleta | Evento  | Rotina técnica | Rotina técnica | Rotina livre (preliminar) | Rotina livre (preliminar) | Rotina livre (preliminar) | Rotina livre (final) | Rotina livre (final)    | Rotina livre (final) |
| Atleta | Evento  | Pontos         | Posição        | Pontos                    | Total (técnica + livre)   | Posição                   | Pontos               | Total (técnica + livre) | Posição              |
| ------ | ------- | -------------- | -------------- | ------------------------- | ------------------------- | ------------------------- | -------------------- | ----------------------- | -------------------- |
|        | Dueto   |                |                |                           |                           |                           |                      |                         |                      |
|        | Equipes |                |                | —                         | —                         | —                         |                      |                         |                      |

## Pentatlo moderno
Atletas ucranianos qualificaram para as seguintes vagas no torneio olímpico de pentatlo moderno. Pavlo Tymoshchenko conquistou a segunda de oito vagas disponíveis pelo ranking mundial.
| Atleta             | Evento    | Esgrima (Espada-1 toque) | Esgrima (Espada-1 toque) | Esgrima (Espada-1 toque) | Natação (200 m livres) | Natação (200 m livres) | Natação (200 m livres) | Hipismo (Saltos) | Hipismo (Saltos) | Hipismo (Saltos) | Evento combinado (Tiro 10m pistola de ar)/(3200m) | Evento combinado (Tiro 10m pistola de ar)/(3200m) | Evento combinado (Tiro 10m pistola de ar)/(3200m) | Total | Total |
| Atleta             | Evento    | Vitórias/Derrotas        | PPM                      | RG                       | Tempo                  | PPM                    | RG                     | Pontos perdidos  | PPM              | RG               | Tempo                                             | PPM                                               | RG                                                | PPM   | Pos.  |
| ------------------ | --------- | ------------------------ | ------------------------ | ------------------------ | ---------------------- | ---------------------- | ---------------------- | ---------------- | ---------------- | ---------------- | ------------------------------------------------- | ------------------------------------------------- | ------------------------------------------------- | ----- | ----- |
| Pavlo Tymoshchenko | Masculino |                          |                          |                          |                        |                        |                        |                  |                  |                  |                                                   |                                                   |                                                   |       |       |

## Remo
A Ucrânia qualificou um barco para o skiff duplo leve para os Jogos após vencer a medalha de ouro e garantir a primeira de duas vagas disponíveis na Regata Europeia de Qualificação Olímpica de 2021 em Varese, Itália.
| Atleta                        | Evento                     | Eliminatórias | Eliminatórias | Repescagem | Repescagem | Semifinais | Semifinais | Final | Final   |
| Atleta                        | Evento                     | Tempo         | Posição       | Tempo      | Posição    | Tempo      | Posição    | Tempo | Posição |
| ----------------------------- | -------------------------- | ------------- | ------------- | ---------- | ---------- | ---------- | ---------- | ----- | ------- |
| Stanislav Kovalov Ihor Khmara | Skiff duplo leve masculino |               |               |            |            |            |            |       |         |

Legenda de Qualificação: FA=Final A (medalha); FB=Final B; FC=Final C; FD=Final D; FE=Final E ; FF=Final F; SA/B=Semifinais A/B; SC/D=Semifinais C/D; SE/F=Semifinais E/F; QF=Quartas de final; R=Repescagem

## Saltos ornamentais
Saltadores ucranianos qualificaram para quatro vagas individuais e uma equipe sincronizada na plataforma masculina para os Jogos. Três deles terminaram entre os doze melhores de seus respectivos eventos no Campeonato Mundial de Esportes Aquáticos de 2019, enquanto outra saltadora conquistou uma vaga direta na plataforma feminina durante o Campeonato Europeu de 2019 em Kiev. A dupla da plataforma sincronizada masculina conquistou a última das quatro vagas disponíveis após terminar em sétimo na fase preliminar da Copa do Mundo da FINA em Tóquio, Japão.
Masculino
| Atleta                     | Evento                       | Preliminar | Preliminar | Semifinal | Semifinal | Final  | Final |
| Atleta                     | Evento                       | Pontos     | Pos.       | Pontos    | Pos.      | Pontos | Pos.  |
| -------------------------- | ---------------------------- | ---------- | ---------- | --------- | --------- | ------ | ----- |
| Oleh Kolodiy               | Trampolim 3 m individual     |            |            |           |           |        |       |
| Oleksiy Sereda             | Plataforma 10 m individual   |            |            |           |           |        |       |
| Oleh Serbin Oleksiy Sereda | Plataforma 10 m sincronizado | —          | —          | —         | —         |        |       |

Feminino
| Atleta          | Evento                     | Preliminar | Preliminar | Semifinal | Semifinal | Final  | Final |
| Atleta          | Evento                     | Pontos     | Pos.       | Pontos    | Pos.      | Pontos | Pos.  |
| --------------- | -------------------------- | ---------- | ---------- | --------- | --------- | ------ | ----- |
| Viktoriya Kezar | Trampolim 3 m individual   |            |            |           |           |        |       |
| Anna Pysmenska  | Trampolim 3 m individual   |            |            |           |           |        |       |
| Sofiya Lyskun   | Plataforma 10 m individual |            |            |           |           |        |       |

## Tênis
A Ucrânia inscreveu quatro tenistas para o torneio olímpico feminino.
Feminino
| Atleta                            | Evento  | Fase de 64             | Fase de 32             | Fase de 16             | Quartas                | Semifinais             | Final                  | Final   |
| Atleta                            | Evento  | Adversário e resultado | Adversário e resultado | Adversário e resultado | Adversário e resultado | Adversário e resultado | Adversário e resultado | Posição |
| --------------------------------- | ------- | ---------------------- | ---------------------- | ---------------------- | ---------------------- | ---------------------- | ---------------------- | ------- |
| Elina Svitolina                   | Simples |                        |                        |                        |                        |                        |                        |         |
| Dayana Yastremska                 | Simples |                        |                        |                        |                        |                        |                        |         |
| Elina Svitolina Dayana Yastremska | Duplas  | n/a                    |                        |                        |                        |                        |                        |         |
| Nadiia Kichenok Lyudmyla Kichenok | Duplas  | n/a                    |                        |                        |                        |                        |                        |         |

## Tênis de mesa
A Ucrânia inscreveu três atletas para a competição olímpica do tênis de mesa. O duas vezes olímpico Kou Lei (2008 e 2016) garantiu sua terceira particiação nos Jogos após vencer a partida decisiva no individual masculino no Torneio Europeu de Qualificação em Odivelas, Portugal.
| Atleta             | Evento            | Preliminar           | Rodada 1             | Rodada 2             | Rodada 3             | Oitavas              | Quartas              | Semifinal            | Final                | Final |
| Atleta             | Evento            | Adversário resultado | Adversário resultado | Adversário resultado | Adversário resultado | Adversário resultado | Adversário resultado | Adversário resultado | Adversário resultado | Pos.  |
| ------------------ | ----------------- | -------------------- | -------------------- | -------------------- | -------------------- | -------------------- | -------------------- | -------------------- | -------------------- | ----- |
| Kou Lei            | Simples masculino |                      |                      |                      |                      |                      |                      |                      |                      |       |
| Margaryta Pesotska | Simples feminino  |                      |                      |                      |                      |                      |                      |                      |                      |       |
| Ganna Gaponova     | Simples feminino  |                      |                      |                      |                      |                      |                      |                      |                      |       |

## Tiro
Atiradores ucranianos conquistaram vaga para o seguinte evento em virtude de sua melhor posição no Campeonato Mundial da ISSF de 2018, na Copa do Mundo da ISSF de 2019, nos Campeonatos ou Jogos Europeus e no Torneio de Qualificação Europeu, contanto que tivessem obtido a marca de qualificação mínima (MQS) até 31 de maio de 2020.
| Atleta                        | Evento                                | Qualificação | Qualificação | Final  | Final   |
| Atleta                        | Evento                                | Pontos       | Posição      | Pontos | Posição |
| ----------------------------- | ------------------------------------- | ------------ | ------------ | ------ | ------- |
| Oleh Tsarkov                  | Carabina de ar 10 m masculino         |              |              |        |         |
| Serhiy Kulish                 | Carabina três posições 50 m masculino |              |              |        |         |
| Oleh Omelchuk                 | Pistola de ar 10 m masculino          |              |              |        |         |
| Pavlo Korostylov              | Pistola de ar 10 m masculino          |              |              |        |         |
| Olena Kostevych               | Pistola 25 m feminino                 |              |              |        |         |
| Olena Kostevych Oleh Omelchuk | Pistola de ar 10 m duplas mistas      |              |              |        |         |
| Iryna Malovichko              | Skeet feminino                        |              |              |        |         |

## Tiro com arco
Três arqueiras ucranianas qualificaram para os eventos femininos após atingir as quartas-de-final do recurvo por equipes femininas do Campeonato Mundial de Tiro com Arco de 2019 em 's-Hertogenbosch, Países Baixos.
| Atleta         | Evento                                                                 | Fase de Ranking | Fase de Ranking | Fase de 64           | Fase de 32           | Oitavas de final     | Quartas de final     | Semifinais           | Final / BM           | Final / BM |
| Atleta         | Evento                                                                 | Placar          | Pos.            | Adversário Resultado | Adversário Resultado | Adversário Resultado | Adversário Resultado | Adversário Resultado | Adversário Resultado | Pos.       |
| -------------- | ---------------------------------------------------------------------- | --------------- | --------------- | -------------------- | -------------------- | -------------------- | -------------------- | -------------------- | -------------------- | ---------- |
| Oleksii Hunbin | Individual masculino                                                   |                 |                 |                      |                      |                      |                      |                      |                      |            |
|                | Individual feminino                                                    |                 |                 |                      |                      |                      |                      |                      |                      |            |
|                |                                                                        |                 |                 |                      |                      |                      |                      |                      |                      |            |
|                |                                                                        |                 |                 |                      |                      |                      |                      |                      |                      |            |
|                | Tiro com arco nos Jogos Olímpicos de Verão de 2020 - Equipes femininas |                 |                 | —                    | —                    |                      |                      |                      |                      |            |
| Oleksii Hunbin | Tiro com arco nos Jogos Olímpicos de Verão de 2020 - Equipes mistas    |                 |                 | —                    | —                    |                      |                      |                      |                      |            |

## Triatlo
A Ucrânia inscreveu uma triatleta para os Jogos. Yuliya Yelistratova conseguiu uma vaga para o evento feminino baseada na qualificação de atletas individuais pelo Ranking Mundial da ITU.
| Atleta              | Evento   | Natação (1.5 km) | Trans 1 | Ciclismo (40 km) | Trans 2 | Corrida (10 km) | Tempo | Posição |
| ------------------- | -------- | ---------------- | ------- | ---------------- | ------- | --------------- | ----- | ------- |
| Yuliya Yelistratova | Feminino |                  |         |                  |         |                 |       |         |